# Markervaart
Le Markervaart est un canal de la Hollande-Septentrionale.
Il relie le carrefour du Zaan et du Nauernaschevaart à West-Knollendam au Canal de la Hollande-Septentrionale, à l'ouest de West-Graftdijk. Le canal passe à Markenbinnen (qui lui prête son nom) et à De Woude. Le Markervaart permet notamment de relier Zaandam à Alkmaar.
L'orientation du canal est quasiment parfaitement nord-sud. Sa longueur est de 3,9 km et sa profondeur varie entre 2 et 3 mètres.